# Aeroportul Porto Trombetas
Aeroportul Porto Trombetas (IATA: TMT, ICAO: SBTB) este un aeroport din Pará, Brazilia ce deservește zona Oriximiná. Aeroportul a fost tranzitat în 2022 de 3.005 pasageri.
Situat la o altitudine de 87 m, aeroportul dispune de 1 pistă.

## Infrastructură

### Piste
Aeroportul dispune de o singură pistă. Pista 9/27 are suprafața de asfalt și dimensiunile 1.600 m × 30 m. 